# Tad Morose
Tad Morose är ett hårdrocksband från Bollnäs.

## Medlemmar
Nuvarande medlemmar
- Christer "Krunt" Andersson – gitarr (1991– )
- Peter Morén – trummor (1994– )
- Ronny Hemlin – sång (2008– )
- Tommi Karppanen – basgitarr (2008–2018) 2022-
- Markus Albertson – gitarr (2007–2012) 2022-

Tidigare medlemmar
- Per-Ola "Rossi" Olsson – basgitarr (1991–1995)
- Dan-Erik "Danne" Eriksson – trummor (1991–1994)
- Anders "Wispen" Westlund – sång (1991–1992)
- Fredrik "Frippe" Eriksson – keyboard (1993–1998)
- Kristian "Krille" Andrén – sång (1993–1995)
- Anders Modd – basgitarr  (1995–2008)
- Urban breed – sång, vocoder, keyboard (1996–2005)
- Daniel Olsson – gitarr, keyboard, basgitarr (1998–2007)
- Joe Comeau – sång (2005–2008)
- Johan Löfgren – basgitarr (2018-2022)
- Kenneth Jonsson – gitarr (2012–2019)

## Diskografi
Demo
- Demo 1998 (1998)

Studioalbum
- Leaving the Past Behind (1993)
- Sender of Thoughts (1994)
- Paradigma (1995)
- A Mended Rhyme (1996)
- Undead (2000)
- Matters of the Dark (2002)
- Modus Vivendi (2003)
- Revenant (2013)
- St. Demonius (2015)
- Chapter X (2018)

EP
- Paradigma (1996)

Singlar
- "Sender of Thoughts" (1995)

Samlingsalbum
- Reflections (2000)

Annat
- Welcome to the Black Mark Festivals '95 (delad album: Memento Mori / Cemetary / Tad Morose / Morgana Lefay)